# Richard G. Morris
Richard Graham Michael Morris (nascut 1948) este un neurolog Britanic. El este cunoscut pentru că a dezvoltat labirint de apa de Morris, în prezent, una dintre sarcinile cele mai frecvent utilizate pentru a testa de învățare în rozătoare, și pentru munca sa în funcția de hipocampus. El este in prezent directorul al Centre for Cognitive and Neural Systems (Edinburgh) și Wolfson Profesor de Neuroștiință a la Universitatea din Edinburgh. El a fost un Fellow al Royal Society din 1997. Morris a fost numit Commander dans le Order of the British Empire în 2007.